# Anomalopus
Anomalopus es un género de lagartos perteneciente a la familia Scincidae. Se distribuyen por Australia.

## Especies
Según The Reptile Database:
- Anomalopus brevicollis Greer & Cogger, 1985
- Anomalopus gowi Greer & Cogger, 1985
- Anomalopus leuckartii (Weinland, 1862)
- Anomalopus mackayi Greer & Cogger, 1985
- Anomalopus pluto Ingram, 1977
- Anomalopus swansoni Greer & Cogger, 1985
- Anomalopus verreauxi Duméril & Duméril, 1851